# Józef Myjak

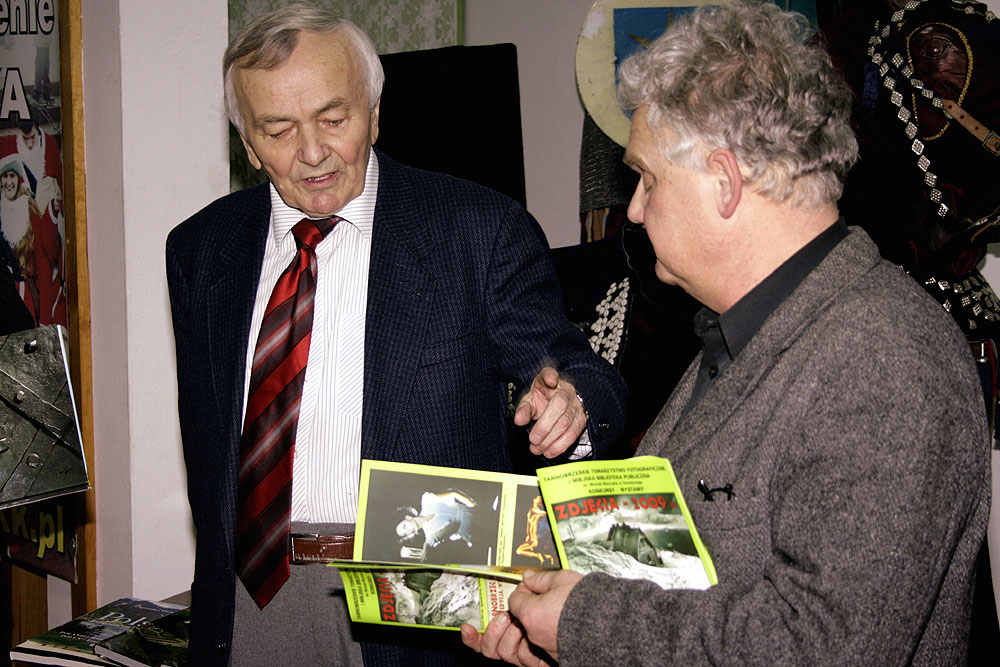
Spotkanie członków TTF w Miejskiej Bibliotece Publicznej (Tarnobrzeg 2010) – z prawej Józef Myjak

Józef Myjak (ur. 24 grudnia 1948 w Częstochowie, zm. 18 czerwca 2023), pseudonimy: Fezój Kaim, Obserwator, Józosław, JM, PAIR – poeta, publicysta, wydawca, animator kultury. Mieszkaniec Sandomierza. Członek rzeczywisty Tarnobrzeskiego Towarzystwa Fotograficznego. 
Debiutował w 1976 wierszem Samotność, szczelina jak kropla w almanachu poetyckim Tarnobrzeskiego Klubu Literackiego z siedzibą w Sandomierzu Pierwszy komunikat (Sandomierz 1976).
Publikował na łamach licznych czasopism i gazet, m.in. w: Siarce, Tygodniku Nadwiślańskim, Ziemi Opatowskiej, Profilach, Tygodniku Kulturalnym, Słowie Ludu, Fołksz Sztyme, Nowych Książkach, Sztuce, Twórczości Ludowej, Gościu Niedzielnym, Sycynie. 
Został pochowany 24 czerwca 2023 w Brwinowie.

## Twórczość

### Publikacje własne
- Cudowne i łaskami słynące obrazy z diecezji sandomierskiej, (Cz. 1) Sandomierz 1999
- Ćmielów i okolice: (informator turystyczny), Sandomierz 1993
- Gmina Obrazów: kraina sadów: (monografia krajoznawcza gminy Obrazów), Sandomierz 2007
- Halina i Czesław Sawiccy zapraszają do Sielskiej Doliny, Ożarów [2000]
- Jedź w powiat opatowski, Sandomierz 2005
- Katyń: przerwane życiorysy, Sandomierz 1995
- Konary, Staszów 1988
- Krzeszów nad Sanem: informator krajoznawczy z rysunkami Heleny Pisuli, Krzeszów
- Legendy i opowieści niezwykłe z Sandomierskiego, dawnej Puszczy Sandomierskiej, Opatowskiego i Staszowskiego: (przyczynek do mitologii sandomierskiej), Sandomierz 2004.
- Leksykon sandomierskiej swojszczyzny: A-Z. Cz. 1, Przeszłość zapisana w nazwach, Sandomierz 2007
- Lipnik i okolice: (monografia krajoznawcza gminy Lipnik), Sandomierz 2000
- Miasto i gmina Nowa Dęba, Nowa Dęba
- Obrazów i okolice: (informator historyczno-krajoznawczy), Sandomierz 1995
- Opatów i okolice: Zamek Krzyżtopór w Ujeździe (przewodnik turystyczny), Sandomierz 2002
- Osiek Sandomierski: (materiały źródłowe do dziejów Osieka), Sandomierz 1994
- Ossolin: (informator krajoznawczy), Sandomierz 1996
- Pałac w Czyżowie Szlacheckim, Sandomierz 2003
- Podania i legendy z Sandomierskiego: (przyczynek do mitologii sandomierskiej). Cz. 1, Sandomierz 2000
- Podziemia opatowskie: (informator turystyczny), Sandomierz 1991
- Przewodnik po Sandomierzu i okolicach, Sandomierz 2008
- Rytwiany i okolice: (informator krajoznawczy), Sandomierz – Rytwiany 1997
- Sandomierz, Ziemia Sandomierska: (przewodnik turystyczny), Sandomierz 1999
- Skowron Jan, Sandomierz 1992
- Słownik biograficzny gminy Ożarów. (T. 1), Sandomierz 2007
- Staszów i okolice: (przewodnik turystyczny), Sandomierz – Staszów 1998
- Szlakiem konarskich bojów: (przewodnik historyczno-krajoznawczy), Sandomierz 2000
- Tam, gdzie świt cywilizacji rolniczej: monografia krajoznawcza gminy Wojciechowice, Sandomierz 2006
- W dolinie Opatówki: monografia krajoznawcza gminy Wilczyce, Sandomierz 2006
- W krainie białych skał i lessu: monografia krajoznawcza miasta i gminy Ożarów, Sandomierz 2005
- W krainie łagodnych wzgórz: (monografia krajoznawcza gminy Bogoria), Sandomierz 2007
- Zamek Krzyżtopór w Ujeździe: przewodnik turystyczny i literacki, Sandomierz 1991
- Zamek Krzyżtopór w Ujeździe: (informator krajoznawczo-literacki), Sandomierz 1997
- Ziemia sandomierska, Sandomierz 2008

### Publikacje we współautorstwie i wydawnictwach zbiorowych
- Samotność, szczelina jak kropla [w:] Pierwszy komunikat, Sandomierz 1976
- Tadeusz Gaj, Józef Myjak, Tadeusz Rodzeń: 50 lat Szkoły Rolniczej w Dzikowie-Tarnobrzegu: (od Liceum Gospodarstwa Wiejskiego w Dzikowie do Zespołu Szkół Rolniczych w Tarnobrzegu) Myjakpress 1995
- Anna Sydonia Myjak, Józef Myjak: Koprzywnica – pocysterska pamiątka: europejski szlak cysterski: (informator turystyczny), Sandomierz 1993
- Marek Lis, Ksawery Zalewski, Józef Myjak, Podpułkownik Antoni Zdzisław Jabłoński, Sandomierz – Lipnik 2008
- Anna Sydonia Myjak, Józef Myjak, Przeciw naturze rzeczy: fenomen Teresy Morsztynówny, Sandomierz 1998
- Jan A. Borzęcki, Józef Myjak, Życiorysy rzek Czarna, Staszów 1988
- Józef Myjak, Maciej Zarębski, Tam gdzie serce Hugo Kołłątaja: 200 rocznica Konstytucji 3 mają, Staszów 1991
- Wieś lubelska i tarnobrzeska zaprasza [aut. Wieś lubelska – Marek Wyszkowski, Wieś tarnobrzeska – Józef Myjak, Końskowola – Sandomierz 1995
- Myjak, Alicja Stępień, Sandomierski szlak jabłkowy: przewodnik turystyczny, Sandomierz 2005